# Cornelia Zangheri Bandi
Cornelia Zangari Bandi, née à Longiano le 20 juillet 1664 et morte à Cesena le 15 mars 1731, est une femme de la noblesse italienne, connue pour avoir été victime d'un cas présumé de combustion humaine spontanée. 

## Biographie
Cornelia Zangari naît en 1664 à Longiano, qui fait alors partie des États pontificaux. Elle épouse le comte Francesco Bandi et donne naissance à sept enfants, dont le futur cardinal Giovanni Carlo Bandi. L'une de ses filles, Anna Teresa, épouse le comte Marco Aurelio Braschi et donne naissance en 1717 au premier de ses huit enfants, Giovanni Angelo Braschi, futur pape Pie VI en 1775. 

### Mort
Dans la nuit du 14 au 15 mars 1731, la comtesse Zangari, après avoir fini de dîner, est accompagnée dans sa chambre à coucher par la femme de chambre, avec laquelle elle reste à bavarder pendant quelques heures. Le lendemain matin, en entrant dans sa chambre, la même servante trouve le corps de la comtesse partiellement réduit en cendres, tandis que des restes de celui-ci, tels que des doigts de mains, la partie antérieure du crâne et des jambes, sont retrouvés près de la cheminée. Certains récits de l'époque soulignent que la comtesse buvait de l'eau-de-vie en quantité souvent excessive et qu'elle s'en baignait après l'avoir camphrée pour soulager les douleurs physiques dont elle souffrait. De plus, lors de la découverte du corps, le lit et tous les autres meubles n'avaient pas été touchés par l'incendie mais étaient simplement recouverts d'une couche huileuse,,. 
Décrite comme un cas de combustion spontanée probable, l'affaire a eu un retentissement considérable en Italie et à l'étranger, à tel point qu'elle a été mentionnée dans la préface du roman Casa Desolata de Charles Dickens (la comtesse y est appelée par erreur « Cornelia de Baudi Cesenate »), où l'écrivain semble insister sur le fait qu'il s'agit d'une combustion. L'affaire est également mentionnée dans divers autres textes, même antérieurs au roman de Dickens, sous le nom de Cornelia Baudi. 